# Зурабишвили, Саломе
Саломе́ Нино́ Зурабишви́ли (груз. სალომე ნინო ზურაბიშვილი, фр. Salomé Nino Zourabichvili; род. 18 марта 1952, Париж, Франция) — грузинская и французская государственная и политическая деятельница. 5-й президент Грузии и верховная главнокомандующая Вооружёнными силами Грузии с 16 декабря 2018 по 29 декабря 2024 года. Первая в истории Грузии женщина-президент (не считая занимавшей должность в качестве врио Нино Бурджанадзе).
Родилась в семье грузинских политических беженцев. Поступила на французскую дипломатическую службу в 1970-е годы, занимала посты главы Генерального секретариата национальной обороны Франции по международным вопросам и стратегии (2001—2003) и посла Франции в Грузии (2003—2004).
В 2004 году по взаимному согласию президентов Франции и Грузии приняла грузинское гражданство и стала министром иностранных дел Грузии. В 2005—2006 годах глава «Общественного движения Саломе Зурабишвили», позже лидер партии «Путь Грузии».

## Биография

### Происхождение

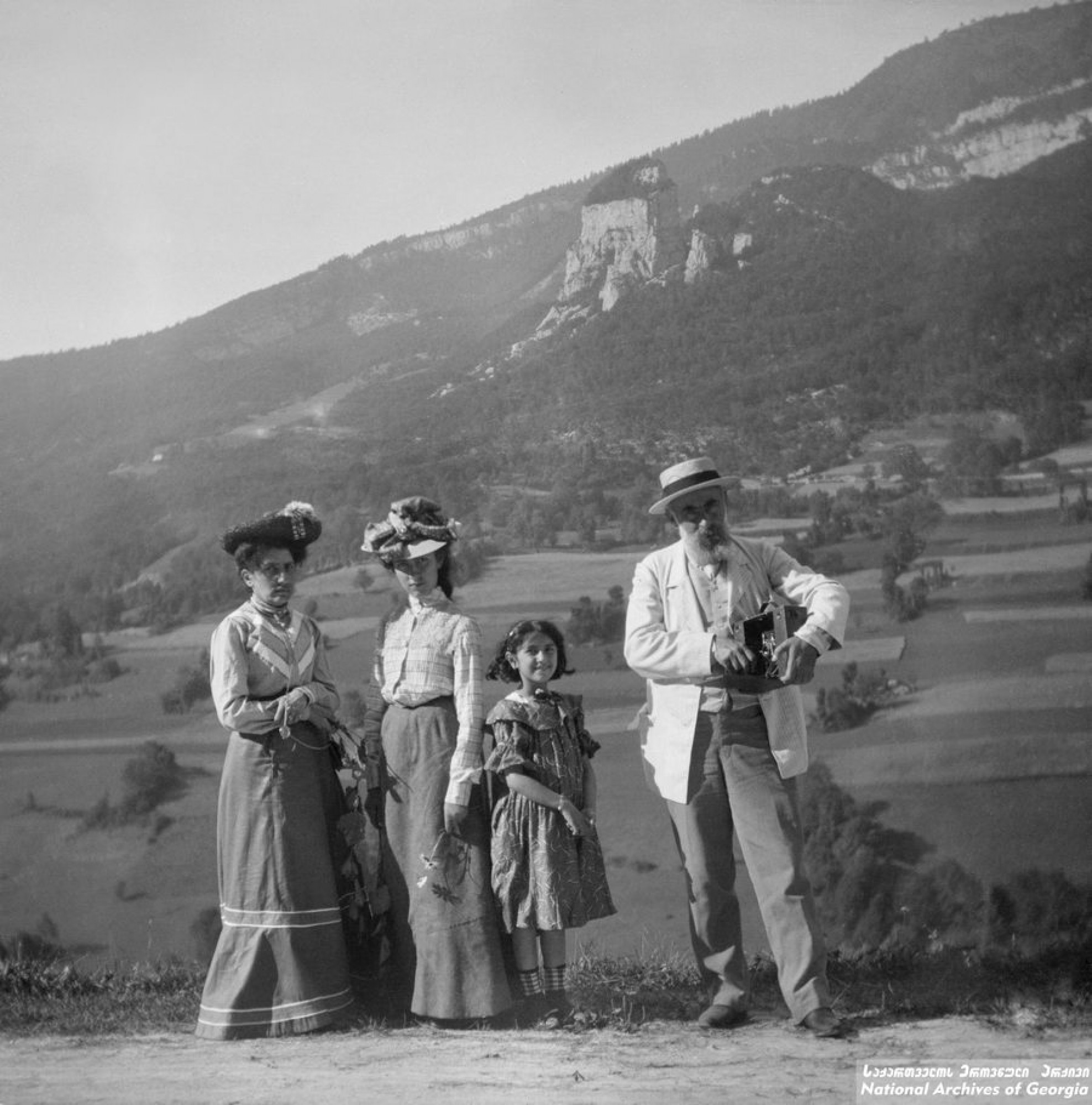
Нико Николадзе с семьёй, 1902 год

Родилась во Франции в семье грузинских политических эмигрантов Левана Зурабишвили (1906—1975) и Зейнаб Кедиа, которые после советизации Грузии в 1921 году покинули Грузию. Дед по отцу — Иван Иванович Зурабишвили — входил в правительство независимой Грузии в 1918 и в 1921 годах. Прадед (отец матери отца) Нико Николадзе был основателем морского порта в Поти и инициатором строительства грузинской железной дороги. Оба они были соратниками писателя и общественного деятеля, «отца грузинской нации» Ильи Чавчавадзе.
У Саломе Зурабишвили есть брат Отар Зурабишвили, врач, писатель и председатель Ассоциации грузин Франции с 2006 года. Они оба являются племянниками философа Франсуа Зурабишвили и историка Элен Каррер д’Анкосс, которая была непременным секретарём Французской академии.

### Детство
Саломе Нино Зурабишвили родилась в Париже 18 марта 1952 года и выросла в грузинской общине во Франции, поселившейся между Парижем и Лёвиль-сюр-Орж после падения Грузинской Демократической Республики в 1921 году. Выросшая в известной эмигрантской семье, имевшей тесные связи с правительством Грузии в изгнании (диаспора была её единственным контактом, который она имела в детстве со страной), она однажды заявила:
До падения железного занавеса у нас не было никаких контактов с Грузией — ни писем, ни газет, ни визитов. Для нас это была мифическая страна, существовавшая только в книгах.
В 8 лет она встретила своего первого гостя из Грузии (Грузинской ССР) во время визита в Париж грузинской балетной труппы, встреча проходила тайно из-за репрессивного характера советских властей, организовавших визит. В интервью The Washington Post она сказала, что чувствовала себя комфортно, «между двумя культурами», посещая французские школы и посещая по выходным грузинскую церковь в Париже.

### Образование

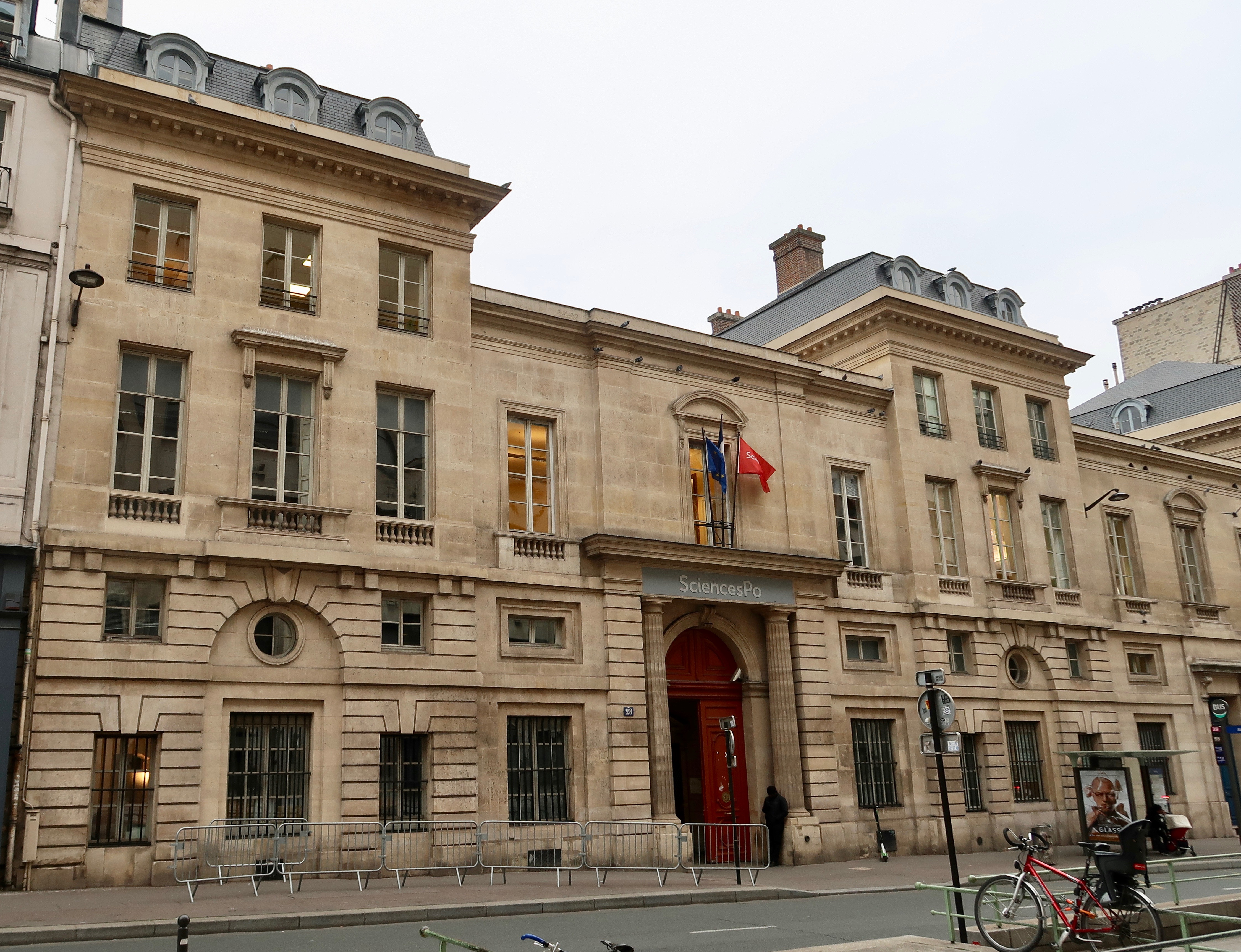
Парижский институт политических наук в котором обучалась Саломе Зурабишвили с 1969 по 1972 год

В сентябре 1969 года в возрасте 17 лет при поступлении в Парижский институт политических наук получила результаты, давшие возможность поступления на подготовительный учебный год по программе которого, половина студентов поступают в университет. В мае 1970 года выбор темы выпускного экзамена «Революция и контрреволюция в Европе в период с 1917 по 1923 год» обеспечил ей место в университете. В 1970 году вступила в Международную секцию университета, что открывало путь к дипломатической службе, доступный лишь меньшинству из 4 тысяч студентов университета. Училась у ряда известных французских профессоров, таких как Жан-Батист Дюрозель, Луи Шевалье, и у её двоюродной сестры Элен Каррер д’Анкосс и юриста-международника Сюзанна Бастид, причём последние две были единственными женщинами, преподававшими в институте. Зурабишвили сосредоточила свои исследования на советском мире[прояснить] и закончила учёбу в июле 1972 года. В рекомендательном письме генерального секретаря института Рене Анри-Греара последний описал её как студентку, которая, несмотря на свою «застенчивость», обладала «исключительными качествами» и предсказал ей большое будущее.
В 1972—1973 годах она училась в Колумбийском университете в США, где Збигнев Бжезинский, в то время директор Трёхсторонней комиссии, обучал её советской политике и дипломатии холодной войны.
Заявила, что её выбор карьеры дипломата был связан с надеждой на то, что однажды она поможет Грузии.

### Дипломатическая карьера во Франции
С 1974 года работала в системе МИД Франции. В 1974—1977 годах была третьим секретарём французского посольства в Италии, в 1977—1980 годах — вторым секретарём постоянной миссии Франции в ООН. С 1980 по 1984 год работала сотрудником центра анализа и прогнозирования центрального аппарата внешнеполитического ведомства.
С 1984 по 1988 год была первым секретарём посольства Франции в США. С 1989 по 1992 год занимала пост второго секретаря посольства в Чаде.
В 1992 году была назначена первым секретарём постоянной миссии Франции в НАТО, в 1993 году — заместителем французского постоянного представителя в Европейском Союзе. С 1996 года была техническим советником кабинета министерства, а с 1997 года — инспектором МИД Франции.
С 1998 по 2001 год работала в управлении МИДа по вопросам стратегии, безопасности и разоружения.
В 2001 году была назначена руководителем Генерального секретариата национальной обороны Франции по международным вопросам и стратегии.
В сентябре 2003 года президент Жак Ширак назначил Зурабишвили Чрезвычайным и полномочным послом Франции в Грузии.

### Политическая карьера в Грузии
В марте 2004 года недавно избранный грузинский президент и лидер «революции роз» Михаил Саакашвили назначил Зурабишвили министром иностранных дел Грузии, вместо Тедо Джапаридзе. Это решение Саакашвили обсудил с французским президентом Жаком Шираком, заявив после этого, что «дипломата такого класса у Грузии никогда не было». Сама Зурабишвили сообщила СМИ, что сразу согласилась занять новую должность и что с детства мечтала возглавить грузинскую дипломатическую службу.
Одним из своих главных успехов на посту министра иностранных дел Зурабишвили считала принятие решения о выводе из страны российских военных баз. В одном из своих выступлений она даже заявила, что считает это историческим достижением. Министр также заявляла, что Грузия не собирается впредь размещать у себя иностранные военные базы, однако не станет фиксировать этот пункт в соглашении с Россией, так как это ограничит её суверенитет.
В результате, в марте 2005 года грузинский парламент принял резолюцию, согласно которой российские военные должны были покинуть Грузию не позднее января 2006 года. Однако в марте 2006 года (уже после ухода Зурабишвили с поста главы МИДа) были подписаны компромиссные российско-грузинские соглашения о выводе российских баз до конца 2008 года.
20 октября 2005 года Зурабишвили была отправлена в отставку, новым главой грузинского МИДа стал Гела Бежуашвили. Снятию предшествовало резкое выступление Зурабишвили в эфире телеканала «Рустави 2», где она обвинила имеющую в парламенте большинство партию «Единое национальное движение» и лично спикера Нино Бурджанадзе в стремлении установить в стране «клановую диктатуру» (при этом своих оппонентов она назвала словом «каджи», которое в разговорном грузинском языке означает «дикарь» или «деревенщина»). По мнению наблюдателей, конфликт между Зурабишвили и Бурджанадзе был вызван тем, что глава МИДа пыталась подчинить себе всю работу послов, которые зачастую действовали через её голову, руководствуясь указаниями парламента. В итоге, после того как Зурабишвили отозвала ряд дипломатов, Бурджанадзе обвинила её в некомпетентности.
В ноябре 2005 года создала и возглавила оппозиционное «Общественное движение Саломе Зурабишвили», переименованное в марте 2006 года в политическую партию «Путь Грузии». Рассказывая о программе партии, Зурабишвили предлагала ориентироваться на «реальную и эффективную демократию», а также на «грузинские ценности, оправданные историей». Основным внешнеполитическим партнёром Грузии экс-министр назвала США. При этом Зурабишвили отметила необходимость нормализации отношений с Россией, указав, что грузинская элита высказывается о России очень агрессивно, но одновременно слишком свободно допускает российских коммерсантов к приватизации предприятий в Грузии. При этом действующую власть Зурабишвили обвиняла в «необольшевизме», возникшем в результате «слияния большевистской методологии и чисто американских PR-технологий».
В сентябре 2006 года десять оппозиционных партий, в том числе «Путь Грузии» Зурабишвили и партия «Свобода» Константина Гамсахурдии, а также бывший госминистр Грузии по урегулированию конфликтов Георгий Хаиндрава, сформировали коалицию против президента Саакашвили.
2 ноября 2007 года перед зданием грузинского парламента прошла массовая акция протеста, организованная рядом оппозиционных партий, в числе её участников была и Зурабишвили. Митингующие потребовали отставки Саакашвили, проведения досрочных выборов и освобождения политзаключённых.
7 ноября новый митинг оппозиции был разогнан полицией и отрядами спецназа. Против манифестантов применили слезоточивый газ и водомёты. После разгона митинга Зурабишвили встретилась с послом США в Грузии Джоном Теффтом, чтобы лично оповестить его о разгоне мирной акции протеста.
12 ноября Национальный совет объединённой оппозиции выбрал депутата и коммерсанта Левана Гачечиладзе в качестве единого кандидата от оппозиции на внеочередных выборах президента Грузии, назначенных Саакашвили на январь 2008 года. В случае победы Гачечиладзе оппозиция пообещала ликвидировать пост президента и передать всю власть премьер-министру, подконтрольному парламенту. Пост премьера в этом случае должна была занять Зурабишвили.
О выдвижении своих кандидатур на выборах президента отдельно от объединённой оппозиции объявили бизнесмен Бадри Патаркацишвили, лидер Лейбористской партии Шалва Нателашвили и глава объединения «Новые правые» Давид Гамкрелидзе.
Однако, в январе 2008 года Саакашвили был переизбран на второй срок.
В ноябре 2010 года Зурабишвили объявила об уходе из грузинской политики, передав лидерство в партии Кахе Сетуридзе. По её словам, она приняла это решение, убедившись, что в Грузии нет демократии, и оппозиция не может работать в стране. Несмотря на это, она планировала принять участие в президентских выборах 2013 года, но её кандидатура не была зарегистрирована из-за наличия у неё двойного гражданства. 
На парламентских выборах 2016 года Зурабишвили была избрана депутатом Парламента Грузии от Тбилиси как независимый кандидат.

### Выборы 2018 года
Во время интервью 20 апреля 2017 года Саломе Зурабишвили объявила о своём участии в президентских выборах в следующем году. 16 августа 2018 года Зурабишвили была официально зарегистрирована кандидатом в президенты. Несмотря на то что Зурабишвили участвовала в выборах как независимый кандидат, руководители правящей партии «Грузинская мечта», включая её председателя миллиардера Бидзину Иванишвили, неоднократно признавали, что оказывали ей поддержку, в том числе «партийными активистами и финансами».
В первом туре выборов Зурабишвили получила 38,6 % голосов и заняла первое место, выйдя во второй тур с кандидатом коалиции «Сила в единстве» и бывшим соратником президента Саакашвили Григолом Вашадзе. 28 ноября Саломе Зурабишвили победила во втором туре выборов, получив 59,52 % голосов, тем самым став первой в истории страны женщиной-президентом.

## Президентство
Инаугурация Саломе Зурабишвили как Президента Грузии состоялась 16 декабря 2018 года. На церемонии присутствовало 1800 гостей, в том числе бывший президент Грузии Георгий Маргвелашвили, Католикос-патриарх Грузии Илия II, Президент Армении Армен Саркисян и бывший президент Франции Николя Саркози.
После победы на выборах заявила об отказе от любого сотрудничества с Россией, которую она считает врагом Грузии.

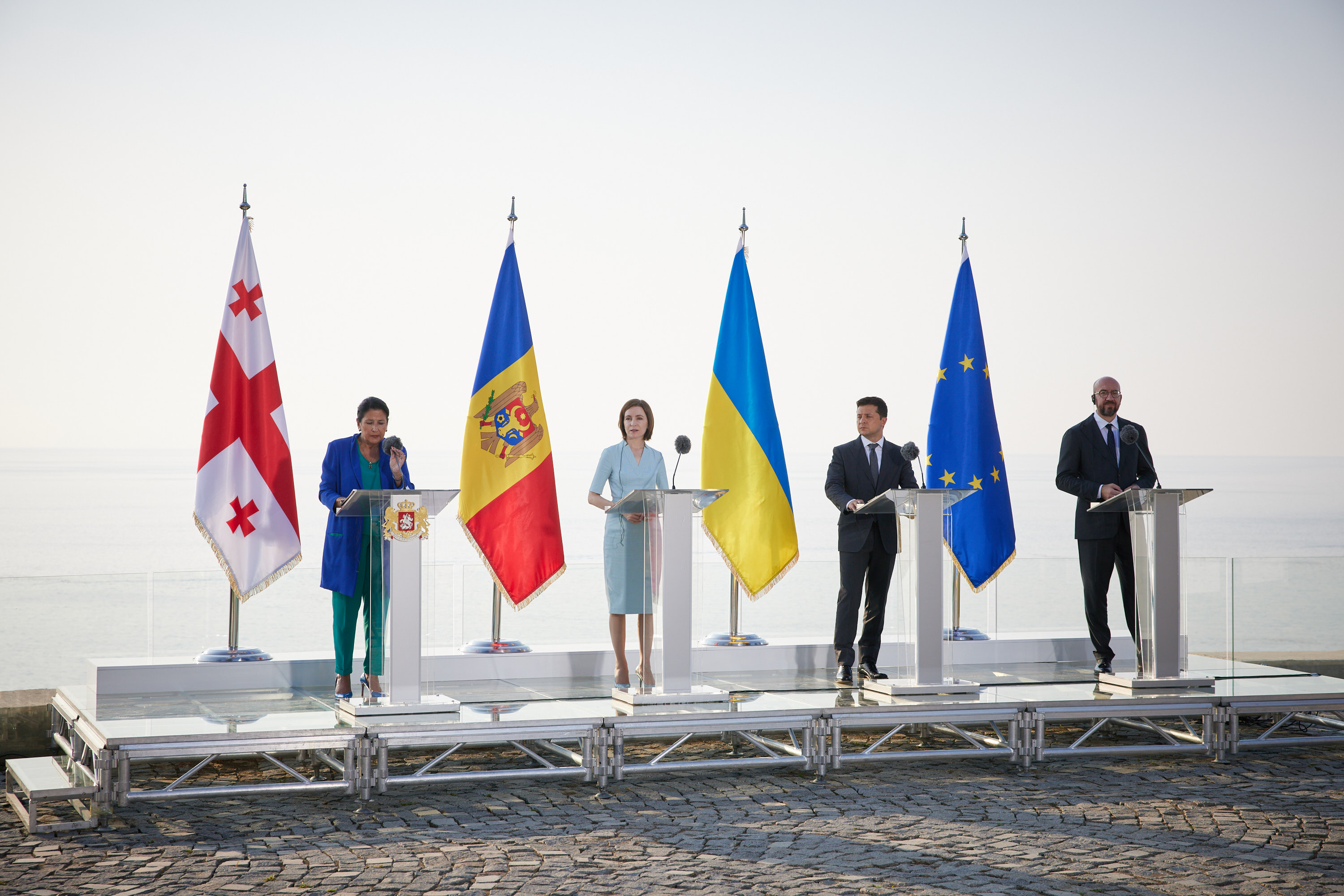
Саломе Зурабишвили, Майя Санду, Владимир Зеленский и Шарль Мишель во время Международной конференции 2021 года в Батуми.

Будучи президентом Грузии, Зурабишвили побывала во многих странах, где представляла свою родину и отстаивала её интересы, а также встречалась с иностранными лидерами. 25 сентября 2019 года Зурабишвили выступила на 74-й сессии Генеральной Ассамблеи ООН в Нью-Йорке. В своём выступлении она рассказала об оккупации грузинских территорий Российской Федерацией и о происходящих в Грузии политических процессах, здравоохранении и изменении климата.
В январе 2020 года она посетила Бельгию, а в феврале посетила Францию и Афганистан. Она также посетила лидеров Украины, Армении, Германии, Польши, Латвии, Азербайджана и многих других стран.
7 марта 2023 года Зурабишвили, выступая на фоне статуи Свободы в Нью-Йорке, поддержала протестующих в Тбилиси на проспекте Руставели против законопроекта об иноагентах, продвигаемой правящей партией, и которое, по мнению противников закона, «написано под диктовку Москвы».
В мае Зурабишвили назвала решения властей России об отмене действия визового режима для граждан Грузии (введённого в 2000 году) и снятии запрета на прямые перелёты в страну провокацией на фоне вторжения на Украину и призвала ввести визы для россиян. Зурабишвили поддержала протесты против возобновления авиасообщения с Россией и призвала к бойкоту грузинской авиакомпании Georgian Airways, которая начала полёты в Россию, в ответ директор авиакомпании Тамаз Гаиашвили объявил президента Грузии персоной нон-грата.

## Парламентские выборы 2024 года
Зурабишвили заявила о непризнании объявленных результатов голосования:

Я не признаю этих выборов. Признание было бы равно легитимизации захвата Грузии Россией… Во имя будущих поколений мы не можем отказаться от нашего европейского будущего.
Оригинальный текст (англ.)I do not recognize these elections. Recognizing them would be tantamount to legitimizing Russia’s takeover of Georgia … We cannot surrender our European future for the sake of future generations.
Она также добавила, что правительство, контролируемое партией «Грузинская мечта», нелегитимно и что выборы 26 октября были «полной фальсификацией». После выборов представители грузинской оппозиции собрались в президентском дворце, чтобы выразить солидарность с позицией Зурабишвили.

## Политические взгляды
Выступает за евроинтеграцию Грузии и вступление страны в НАТО. В связи с вторжением России на Украину 2 марта 2022 года президент Грузии Саломе Зурабишвили и премьер-министр Ираклий Гарибашвили во время пресс-конференции заявили об экстренной подаче страной заявки на вступление в Евросоюз вслед за Украиной и Молдовой. 3 марта в эфире CNN заявила: «Вы можете попытаться запугать страны. Но это не значит, что вы поменяете их ориентированность, что вы меняете их решимость сохранить свою независимость».

### Права женщин и равенство
Будучи первой всенародно избранной женщиной-президентом Грузии, Зурабишвили выступает за права и равенство женщин через социальные сети и с политических трибун. Она организовала ряд встреч и посетила конференции, направленные на расширение прав и возможностей женщин. 5 октября 2019 года она провела встречу женщин-лидеров из Грузии, Бельгии и Франции, позже заявив в Твиттере: «Роль женщин в нашем обществе имеет решающее значение, и их вклад в наши политические, культурные, предпринимательские и образовательные круги является ключевым для нашего развития».

### Права ЛГБТК+
На фоне разногласий вокруг гей-парада в Тбилиси в 2019 году Зурабишвили заявила: «Я президент каждого, независимо от сексуальной ориентации или религиозной принадлежности. Ни один человек не должен подвергаться дискриминации».
После нападений протестующих против ЛГБТ на офис Tbilisi Pride 5 июля 2021 года, в результате которых были ранены несколько журналистов, активистов и прохожих, Зурабишвили осудила насилие и посетила раненых журналистов в больнице. Впоследствии она написала в Твиттере: «Насилие неприемлемо. Я осуждаю сегодняшние события и любую форму насилия из-за различий в идеях или гендерной идентичности. Каждый имеет конституционное право выражать своё мнение. Я призываю всех действовать в рамках Конституции и не провоцировать насилие радикальными действиями».
В июне 2022 года Зурабишвили осудила гомофобный протест ультраправых групп перед офисом делегации ЕС в Тбилиси.

## Семья
Первый муж — Николоз (Коки) Горджестани (Гугушвили), родившийся в Иране сын грузина и украинки, в настоящее время проживает в США. Его отец Евсей-Дзуку Гугушвили уехал из Грузии на заработки в Персию в 1913 году. При получении иранского гражданства у него потребовали сменить фамилию, Горджестани на языке фарси означает «по происхождению грузин». Зурабишвили познакомилась с Коки Горджестани в Риме в 1974 году. В этом браке родились двое детей: сын Теймураз (дипломат по профессии) и дочь Кетеван (корреспондент телеканала France 24 в США), носящие фамилию отца.
Второй раз вышла замуж за грузинского диссидента и журналиста Жанри Кашия (1939 — 11 марта 2012), получившего политическое убежище во Франции, а впоследствии продолжавшего карьеру журналиста в независимой Грузии. Детей от второго брака нет.

## Награды
- Орден Почётного легиона
- Орден Франции «За заслуги»[62]
- Большой крест с цепью ордена «За заслуги перед Итальянской Республикой» (1 июня 2022 года, Италия)[63]
- Орден Республики (26 мая 2025 года, Молдова)[64]